# Diplazontinae
De Diplazontinae zijn een onderfamilie van sluipwespen uit de familie gewone sluipwespen (Ichneumonidae).

## Geslachten
- Bioblapsis
- Campsocraspedon
- Daschia
- Diplazon
- Ectomocolax
- Enizemum
- Episemura
- Eurytyloides
- Extenuosodalis
- Fossatyloides
- Homotropus
- Lithotorus
- Peritasis
- Phthorima
- Promethes
- Schachticraspedon
- Sussaba
- Syrphidepulo
- Syrphoctonus
- Syrphophilus
- Tymmophorus
- Woldstedtius
- Xestopelta